# Petelea
Petelea là một xã thuộc hạt Mureș, România. Dân số thời điểm năm 2002 là 2778 người.